# صفوان العابد
صفوان عابد (21 آذار/ مارس 1962 -)، مغني سوري، ويعتبر أحد رواد الطرب الحلبي في سوريا والعالم العربي.

## المولد والنشأة
ولد صفوان عابد في يوم 21 مارس عام 1962، في مدينة حلب السورية أحد أهمّ مراكز الموسيقى الشرقية العربية لعائلة فنية محافظة وقد بدأت تظهر فيه ملامح الموهبة في سن الطفولة حيث بدأ بحضور حلقات الذكر في التكايا والزوايا كالزاوية الشعيبية والزاوية الهلالية في حلب، وهي زوايا مشهورة بأنغام الموشحات والابتهالات الدينية والتي كان يرددها كبار المتصوفين آنذاك أمثال الشيخ فؤاد خانطوماني والشيخ الوفائي، فأطرب أذنيه بمخزونهم الموسيقي الواسع حين كان يطوف بينهم لينهل من خبرتهم جميعاً ثم تتلمذ على يد الكثير من الأساتذة الكبار أمثال: الشيخين عبد الرحمن مدلل ونديم الدرويش والفنانين عبد القادر حجار وعدنان أبو الشامات الدمشقي وتنبأ له الفنان محمد خيري بمستقبل زاهر .

## نشاطه الفني
بدأت مسيرته الفنيّة بشكل فعلي من إذاعة حلب حيث بدأت معرفته بالمغني الكبير صباح فخري وغيره مثل مصطفى ماهر وسمير حلمي فعمل مردداً في تسجيلات تلك الإذاعة العريقة وبدأ ينتشر يوماً بعد يوم
فعلى مدى أكثر من ثلاثين عاماً مضت أحيا الفنان صفوان عابد العديد من الحفلات والمهرجانات.. نذكر منها على الصعيد المحلي حفلات في دار الأوبرا السورية بدمشق وأخرى في عدد من المدن السورية
أما على الصعيد العربي فقد غنى على أهم المسارح العربية منها دار الأوبرا المصرية ومسارح مهرجان المدينة في تونس والمسرح الوطني في قطر إضافة لإقامته حفلات طربية راقية في دول الخليج العربي
وعلى صعيد المشاركات الدولية أحيا الفنان عابد العديد من الحفلات للجاليات العربية في الدول الأوروبية منها حفل في العاصمة الأمريكية واشنطن في العام 2010.
كما تتلمذ على يده الكثير من المطربين السوريين نذكر منهم: شهد برمدا – مهنّد مشلح – يزن رشيد- نائل الحزواني وغيرهم من النجوم الحاليين.

## أعماله
غنّى الكثير من الموشحات والقدود الحلبية، التراثية منها وتلك التي قام باستحداثها بنفسه فيما بعد كما لديه الكثير من الأعمال الغنائيّة الطربية، وشارك في إحياء الحفلات والمهرجانات في سوريا والوطن العربي والعالم. كما غنّى الكثير من الشارات الداخلية والخارجية لمسلسلات الدراما السورية وصل عددها إلى 32 عمل مثل:
الزير سالم، سيرة آل الجلالي، ذكريات الزمن القادم، كوم الحجر، تمر حنة، صدق وعده، صقر قريش، ربيع قرطبة، الحصرم الشامي، أولاد القيمرية، طالع الفضة، الأميمي، باب الحديد وذلك بالتعاون مع الفنان والمؤلف الموسيقي طاهر مامللي والموسيقي رضوان نصري وكان آخرها مسلسلاً تاريخياً بعنوان "مقامات العشق".

## التكريمات والجوائز
- تم تكريمه مع الفنان لطفي بوشناق من قبل جامعة الدول العربية على هامش حفل أقيم بحضور عدد من الفنانين العرب منهم هاني شاكر وعلي الحجار وآمال ماهر وذلك في مهرجان الأغنية العربية الخامس عشر.
- فاز لمرتين بجائزة الأورنينا الذهبية في مهرجان الأغنية السورية.